# Снова в деле
«Снова в деле» (англ. Back in Action) — американский художественный фильм в жанре комедийного боевика режиссёра Сета Гордона по сценарию, написанному им в соавторстве с Бренданом О’Брайеном. Главные роли в фильме исполнили Джейми Фокс, Кэмерон Диаз, Кайл Чандлер и Гленн Клоуз. Премьера фильма состоялась 17 января 2025 года на Netflix.

## Сюжет
Оперативники ЦРУ Мэтт и Эмили получают от своего начальника Чака очередное задание — добыть у бывшего агента КГБ, ставшего террористом, Балтазара Гора, во время грандиозной вечеринки по случаю дня рождения его сына сверхсекретное устройство («ключ») под названием «Промышленные системы управления» (ICS), способное управлять любой электронной системой.
Успешно выполнив сложнейшее задание и реализуя подготовленный план эвакуации, Мэтт и Эмили садятся в предоставленный британскими коллегами самолёт. Традиционная завязка: предательство партнёров — «белорусские террористы» — драка на борту — случайная гибель пилота — катастрофа — чудесное спасение. И напарники вдруг осознают, что в этих обстоятельствах их обоих наверняка сочтут погибшими. У суперагентов появляется небывалый шанс вырваться из лап разведки и начать жизнь с чистого листа. Тем более, что Эмили беременна от Мэтта…
Пятнадцать лет спустя добропорядочные супруги тихо живут в американской провинции, воспитывают четырнадцатилетнюю дочь и двенадцатилетнего сына и наслаждаются покоем (ну, насколько понятие «покой» вообще применимо к семейной жизни с двумя пубертатными подростками в доме). Однако им придётся всё же вернуться в смертельно опасный мир шпионажа и вспомнить все свои былые навыки.

## В ролях
- Кэмерон Диаз — Эмили
- Джейми Фокс — Мэтт
- Гленн Клоуз
- Кайл Чендлер
- Эндрю Скотт
- Джейми Деметриу
- Маккенна Робертс
- Райлан Джексон

## Производство
В июне 2022 года стало известно, что Кэмерон Диаз возвращается к съёмкам в кино для участия в экшн-комедии Сета Гордона и Брендана О’Брайена под названием «Снова в деле», в котором также снимется Джейми Фокс. В августе 2022 года Фокс рассказал о том, как уговорил Диаз сняться в своем первом фильме с 2014 года, сказав в интервью Entertainment Tonight, что «Кэмерон — такая невероятная сила, и она так много сделала в этом бизнесе», и что он спросил её: «Хочешь повеселиться? Просто повеселиться! И я думаю, что именно это и привело её к этому… Мы так рады, что это происходит, и с нетерпением ждём этого».
В ноябре 2022 года к актёрскому составу присоединились Гленн Клоуз и Кайл Чендлер. В феврале 2023 года к актёрскому составу присоединились Эндрю Скотт, Маккенна Робертс, Райлан Джексон и Джейми Деметриу.
Съёмки начались в январе 2023 года в Лондоне. В конце февраля 2023 года Диаз участвовала в съёмках на Темзе. Съёмки в Атланте начались 27 марта и завершились в конце апреля. В середине апреля Фокс был госпитализирован по медицинским показаниям, вместо него на съёмках оставшихся сцен были заняты дублёры.

## Выход
Выход фильма в стриминговом сервисе Netflix намечен на 17 января 2025. Изначально выход фильма был запланирован на 15 ноября 2024 года, но затем был перенесён на текущую дату выпуска.

## Отзывы и оценки
На сайте Rotten Tomatoes фильм имеет рейтинг 24 % основанный на 50 отзывах, со средней оценкой 4.4/10.